# Ecaussinnes
Ecaussinnes é um município da Bélgica localizado no distrito de Soignies, província de Hainaut, região da Valônia.
Ecaussinnes è o resultado da fusão de très comenas: Écaussinnes-d'Enghien, Écaussinnes-Lalaing e Marche-lez-Écaussinnes. Na entrada da cidade acha-se uma placa com escrito: "Bienvenue aux Écaussinnes" (Benvindos às Écaussinnes).
O riozinho Sennette afluente do Senne atravessa a cidade.

## Pessoas notáveis
- Julos Beaucarne (1936-2021): poeta, ator, escultor e cantor em francès e valão.